# Северіна Поліна Федорівна
Поліна Федорівна Северіна (1918, село Новомиколаївка, тепер Дніпропетровська область — ?) — українська радянська діячка, машиніст електрокрану Дніпровської гідроелектростанції імені Леніна Запорізької області. Депутат Верховної Ради УРСР 3-го скликання.

## Життєпис
Народилася у родині селянина-бідняка. Закінчила неповну середню школу. У 1933—1936 роках — обліковець Запорізького заводу. Закінчила курси машиністів.
З 1936 року працювала крановим машиністом ливарного цеху ремонтно-механічних майстерень Запорізького заводу «Запоріжсталь». До 1941 року проживала у Естонській РСР, де її чоловік служив політруком прикордонної застави НКВС.
Під час німецько-радянської війни буда евакуйована у східні райони СРСР, працювала на заводі у Киргизькій РСР.
З 1944 року — машиніст мостового електрокрану Дніпровської гідроелектростанції імені Леніна Запорізької області. Брала участь у відбудові Дніпрогесу.

## Нагороди
- орден «Знак Пошани» (28.04.1948)
- значок «Відмінник соціалістичного змагання» (1947)